# Königspesel

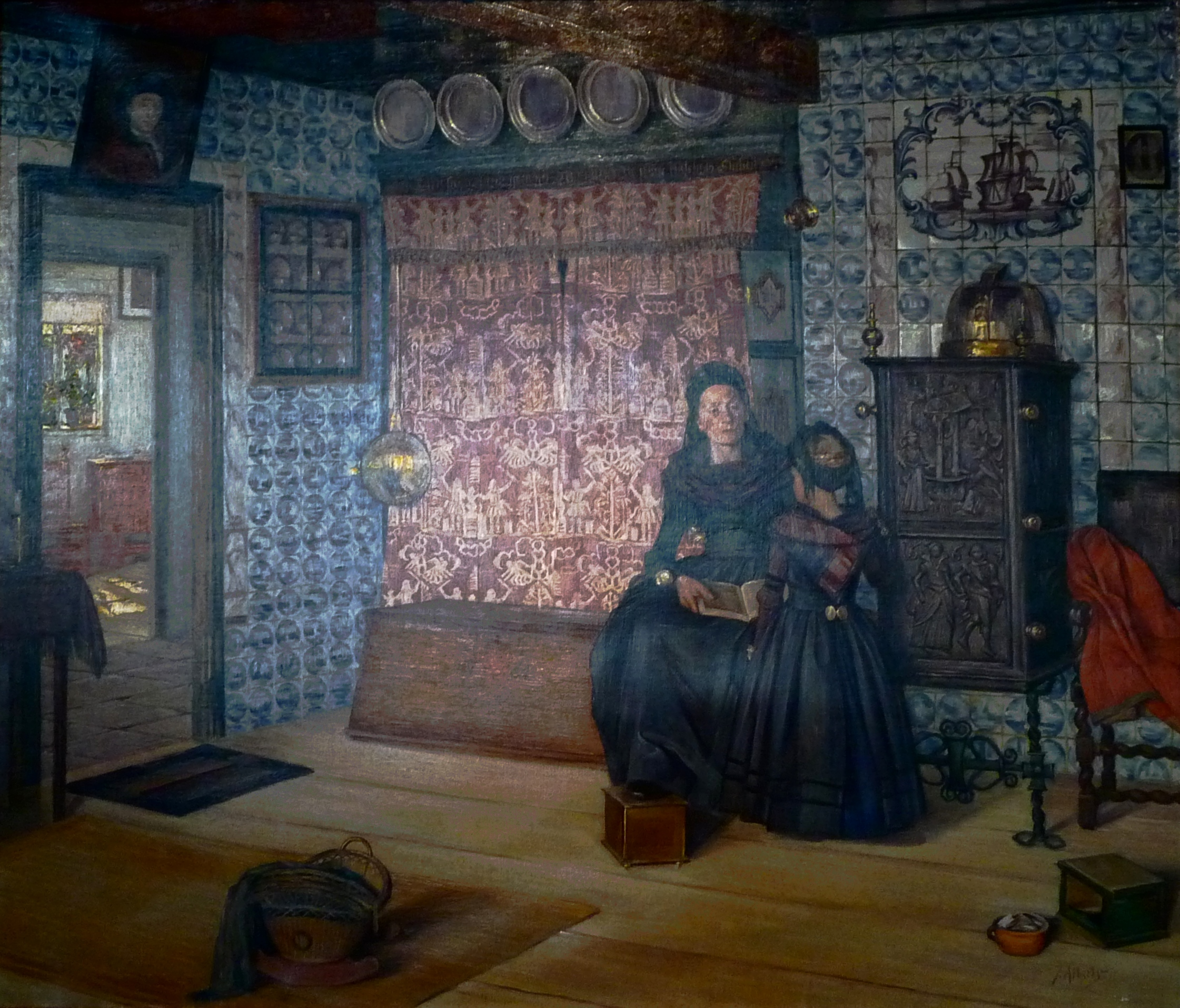
Zeichnung des Königspesels von Jacob Alberts

Der Königspesel (dänisch Kongepesel) ist ein kulturgeschichtliches Museum auf der Hallig Hooge im Kreis Nordfriesland in Schleswig-Holstein. Das Museum wird als Privatmuseum geführt.
Das Museum ist in einem Traufenhaus von 1776 eingerichtet. Das auf der Hooger Hanswarft gelegene Gebäude wurde von dem nordfriesischen Kapitän und Schiffseigner Tade Hans Bandix errichtet und steht heute unter Denkmalschutz. Der Pesel (Wohnraum) des Gebäudes ist vollständig mit blau-weißen niederländischen Fliesen bedeckt, darunter Bibelfliesen. Das Mobiliar ist original aus dem 18. Jahrhundert erhalten geblieben, zu sehen sind unter anderem die in Nordfriesland früher verbreiteten Alkoven als Bettnischen sowie aufwendige Tür- und Deckenmalereien. Das Museum gibt somit einen Eindruck der nordfriesischer Wohn - und Seefahrerkultur des 17. und 18. Jh. Benannt wurde der Pesel nach König Friedrich VI. von Dänemark, der hier unter der Februarflut 1825 übernachtet hatte. Das Herzogtum Schleswig mit den nordfriesischen Halligen gehörte damals noch als Lehen zum Königreich Dänemark. Im Anschluss errichtete der König einen Fonds zur Verbesserung und Erhöhung der Warften.